# Syzygium gyrostemoneum
Syzygium gyrostemoneum är en myrtenväxtart som beskrevs av Friedrich Ludwig Diels. Syzygium gyrostemoneum ingår i släktet Syzygium och familjen myrtenväxter. Inga underarter finns listade i Catalogue of Life.